# گذر از رنج‌ها

گذر از رنج‌ها یک مجموعه تلویزیونی ایرانی به نویسندگی و کارگردانی فریدون حسن‌پور و تهیه‌کنندگی علی لدنی است که از ۲۷ دی تا ۱۲ اسفند ۱۳۹۳ از شبکه یک سیما پخش شده است. در این مجموعه تلویزیونی بازیگرانی مانند بیژن امکانیان، بابک حمیدیان، پیام دهکردی، جعفر دهقان، مهران رجبی، داوود فتحعلی‌بیگی، شیوا طاهری، هستی مهدوی و مجید پتکی نقش‌های اصلی را بازی کرده‌اند.

## داستان
مجموعه تلویزیونی گذر از رنج‌ها، قصه زندگی بانویی به اسم دنیا را از هنگام میلاد تا درگذشت حکایت می‌کند. این مجموعه یک درام تاریخی است و در آن داستان زندگی دنیا از سال ۱۳۳۵ تا ۱۳۶۹ به نمایش درآمده است. در این داستان به تغییرات سیاسی ایران هم توجه گردیده است. فیلمنامه این مجموعه را فریدون حسن‌پور نوشته و نگارش آن تقریباً ۳ سال طول کشیده است. قهرمان قصه مجموعه گذر از رنج‌ها یک زن است که با رنج‌های زندگی مقابله می‌کند. در این مجموعه به ماجراهای خان‌ها و رعیت‌ها توجه می‌شود و این‌که چنین رویدادهایی باعث شد تا آگاهی مردم نسبت به مشکلات روز بیشتر گردد.
داستان کل زندگی دنیا را در بر می‌گیرد. از قبل از به دنیا آمدن تا زمان مرگ. مادرش در بدترین شرایط زایمان می‌کند و همان موقع از دنیا می‌رود. او می‌ماند و یک پدر که وضع مالی خوبی هم ندارد و عمه پیر پدرش که او را بزرگ می‌کند. در جوانی مجبور می‌شود در خانه یک مهندس کارگری کند. درست موقعی که باسواد می‌شود و به معلم روستا علاقه‌مند می‌شود، وادارش می‌کنند به عقد پسر خان در بیاید و برای او پسر به دنیا بیاورد. با مرگ پسر خان شرایط عوض می‌شود. او بالاخره به پسر مورد علاقه‌اش می‌رسد. همسرش درگیر بیماری لاعلاجی می‌شود و خیلی زود هم می‌میرد.

## بازیگران
| بازی               | نقش          |
| ------------------ | ------------ |
| شیوا طاهری         | دنیا         |
| پژمان بازغی        | مهندس تیرداد |
| بابک حمیدیان       | حمید         |
| ماه‌چهره خلیلی      | کتایون       |
| پیام دهکردی        | هدایت        |
| جعفر دهقان         | خسروخان      |
| مهران رجبی         | عموغفور      |
| بیژن امکانیان      | میثم خان     |
| نگین معتضدی        | مرجان        |
| آزیتا ترکاشوند     | مهلقا        |
| نرجس‌خاتون بدرطالعی | عمه سلیمه    |
| ترلان پروانه       | زیبا         |
| هستی مهدوی فر      | راضیه        |
| سیما خضرآبادی      | معصومه       |
| مریم خدارحمی       | سودابه       |
| داوود فتحعلی بیگی  | کدخدا        |
| مجید پتکی          | سهراب        |
| مهدی امینی خواه    | جمال         |
| فریبا خادمی        | کیمیا        |
| فریده دریامج       | ربابه        |
| پروین ملکی         | خانم بزرگ    |
| مهشید مرندی کهن    | سیما         |
| انوش نصر           | شمس‌الله      |
| مهدی بوستان پرور   | بهنام        |
| حسین باقریان       | علی‌اصغر      |
| حسین عابدینی       | منزوی        |
| محمدرضا خوش‌رفتار   | مهرداد       |
| کیانا کشاورز       | دختر منزوی   |